# Bootfähiges Medium
Ein bootfähiges oder startfähiges Medium – von booten, Aussprache [ˈbuːt] von englisch to boot = [einen Computer] starten – ist ein Speichermedium, das für eine oder mehrere Computerplattformen sowohl den nötigen Inhalt als auch die notwendige Datenstruktur aufweist, um ein Starten des Computers mittels der auf dem Medium befindlichen Software zu ermöglichen. Verbreitet sind auch die Kurzformen Boot- oder Startmedium, von (Speicher-)Medium.
Als primäres Startmedium nutzen Computersysteme üblicherweise einen internen Massenspeicher, auf dem das Betriebssystem installiert ist. Oft ist dabei das Laufwerk, von dem aus gestartet wird, identisch mit dem Systemlaufwerk. Analog dazu wird jener Teil eines Startmediums daher oft auch als Boot- oder Startlaufwerk, von Laufwerk, Boot- oder Startpartition, von Partition, sowie Boot- oder Startvolume, von Volume, bezeichnet. Auch bei Disketten finden sich die Begriffe Boot- bzw. Startdiskette, teilweise auch Systemdiskette. Das Laufwerk, von dem aus ein Computersystem starten kann, wird meist als Bootlaufwerk oder Systemlaufwerk bezeichnet. Es existieren jedoch auch Konfigurationen, die ohne ein lokales Startmedium auskommen, beispielsweise kann im BIOS (der System-Firmware), wenn implementiert, auch das Starten über das Netzwerk (z. B. via BOOTP oder PXE) konfiguriert werden. Oder das Betriebssystem selbst (bzw. ein mögliches Betriebssystem) ist auf einem ROM-Chip enthalten, beispielsweise Cassette BASIC auf dem originalen IBM PC (und seinen Nachfolgern, etwa dem PC/AT) oder System 6 auf dem Macintosh Classic.

## Auswahl des Startmediums
Ob ein Computer tatsächlich von einem bestimmten Speichermedium starten kann oder nicht, hängt zuallererst davon ab, ob das Medium bzw. dessen Lesegerät (z. B. Laufwerk) auch an den Computer angeschlossen werden kann. Weiters muss die integrierte System-Firmware des Computers das entsprechende Lesegerät (Laufwerk) und dessen Anbindung (z. B. über USB) auch als Startmedium unterstützen.
Bei IBM PCs mit BIOS als Firmware (bis ca. 2010 die meistgenutzte Firmware, abgelöst von UEFI) lässt sich beispielsweise meist im BIOS-Setup konfigurieren, welche Medien in welcher Reihenfolge probiert werden, genannt Bootreihenfolge. Auf Macintosh-Systemen von Apple lässt sich das zu verwendende Startmedium über die Firmware einstellen oder einmalig durch Halten der Wahltaste ⌥ opt (entspricht der Alt-Taste Alt auf PC-Tastaturen) nach dem Einschalten des Computers auswählen. Andere Systeme bieten oft ähnliche Wahlmöglichkeiten oder sind per Design „locked“, z. B. mobile Betriebssysteme wie Android oder iOS auf Smartphones.
Eine weitere Voraussetzung für ein Startmedium ist der korrekte Inhalt: Je nach Computersystem wird z. B. ein Bootloader benötigt, der in einem bestimmten Format vorhanden sein muss und an einer vordefinierten Stelle erwartet wird. Findet die Firmware einen solchen Bootloader, lädt sie diesen und übergibt dann die Kontrolle, indem sie ihn ausführt. Die primäre Aufgabe eines Bootloaders ist das Starten eines Betriebssystems. Da also eine Software die nächste Software lädt und ausführt, wird dieser Prozess auch als Chain-Loading bezeichnet: die Firmware lädt den Urlader, der wiederum einen weiteren Bootloader von einem Startmedium lädt, der wiederum den Loader für ein Betriebssystem lädt, das weitere Teile (wie den Kernel) eines Betriebssystems startet.
Es ist auch möglich, mehr als eine Betriebssysteminstallation auf einem einzigen physischen Speichermedium unterzubringen: bei dieser als Multi-Boot-System bezeichneten Installation muss einer der im Chain-Loading vorhandenen Loader eine Auswahlmöglichkeit bieten, um das vom Anwender nach dem Einschalten des Computers gewünschte Betriebssystem starten zu können. Bei Systemen, die auf einen Bootloader angewiesenen sind (vor allem Computern mit PC-BIOS), ist dann eine zusätzliche Konfiguration oder die Installation eines Bootmanagers nötig, um das gewünschte Betriebssystem zum Starten auswählen zu können. Auf Systemen mit anderer System-Firmware (siehe BIOS#System-Firmware verschiedener Plattformen) kann das zu startende Betriebssystem meist direkt über die Firmware ausgewählt werden (Open Firmware, UEFI).

## Beispiele für Startmedien
Im Gegensatz zur Firmware, die nicht austauschbar ist bzw. die mehr oder minder fest mit dem Computersystem verbunden ist, ist ein Startmedium meist relativ einfach wechsel- oder austauschbar. Ein solches Medium kann z. B. sein:
- CD-ROM und andere optische Speichermedien – Anwendungsbeispiele sind Installations-CD oder die Live-CD
- Diskette – auf einigen Systemen ist dafür ein Bootloader Voraussetzung
- EEPROM oder Flash-EEPROM – meist in eingebetteten Systemen
- Festplattenlaufwerk, meist auf einer dafür vorgesehenen Partition – auf einigen Systemen ist dafür ein Bootloader Voraussetzung
- Netzwerkkarte – an sich kein Speichermedium, jedoch kann über das Bootstrap-Protokoll (BOOTP) und/oder Preboot Execution Environment (PXE) ebenfalls einen Startprozess initialisieren werden („Netzwerkboot“)
- USB-Massenspeichergeräte – z. B. USB-Sticks
- Speicherkarte wie z. B. (Micro-)SD-Karte, siehe etwa beim Einplatinencomputer Raspberry Pi

Zur Reparatur, aber auch für andere Einsatzzwecke dienen Medien, die meist als Image-Datei (z. B. als ISO image) mehr oder weniger frei verfügbar sind. Auch Anwendungen, insbesondere in der Backup- und Computersicherheitsanwendung, bieten startfähige Medien an, die sich teils später erstellen lassen (englisch Bootmedium Builder), teils aber mit der Installations-CD identisch sind.
→ Siehe auch: Einsatzmöglichkeiten von Live-Systemen